# Stolen (film uit 2012)
Stolen is een Amerikaanse actiefilm annex thriller van Simon West uit 2012 met in de hoofdrollen onder meer Nicolas Cage en Josh Lucas.

## Verhaal
Will Montgomery (Nicolas Cage) wordt vrijgelaten uit de gevangenis, waar hij zat vanwege een bankroof met een buit van 10 miljoen dollar, en besluit zijn dochter Alison te bezoeken, die hij al jaren niet gezien heeft. Zijn voormalige partner Vincent (Josh Lucas) kidnapt Alison en vraagt als losgeld de buit van destijds. Dit geld heeft Will echter helemaal niet en daarom besluit hij weer een bank te overvallen, waarbij hij weer rechercheur Harlend (Danny Huston) achter zich aan krijgt.

## Rolverdeling
| Acteur        | Personage       | Opmerkingen                            |
| ------------- | --------------- | -------------------------------------- |
| Nicolas Cage  | Will Montgomery |                                        |
| Josh Lucas    | Vincent         | Wills voormalige partner in de misdaad |
| Danny Huston  | Tim Harlend     | rechercheur                            |
| Sami Gayle    | Alison Loeb     | Wills dochter                          |
| Malin Åkerman | Riley Simms     |                                        |
| Mark Valley   | Fletcher        |                                        |
| Tanc Sade     | Pete            |                                        |

## Productie
De opnamen voor de film begonnen in maart 2011 in New Orleans. In het verlaten pretpark Six Flags New Orleans vonden ook opnamen plaats.